# Треперење (екран)
Треперење је појава ослабљеног осветљења између циклуса приказа слике на екрану, а посебно на рачунарским мониторима са катодном цеви. Ова појава може бити и последица мале фреквенције промене поларитета затварача на екранима са течним кристалом, где несавршеност у изради доводи до благог треперења слике. Такође, неиспрасвност неког дела екрана може изазвати овај ефекат. Најчешће је то квар на напајању позадинског осветљења или дотрајалост флуоресцентне цеви. Треперење може настати и из програмских разлога. Тачније, може га изазвати програмер намерно ради стварања илузије о побољшању могућности или случајно програмским грешкама.

## Екран са катодном цеви
Катодна цев је посебна врста електронске цеви у којој се електрони фокусирају и ударају у флуоресцентни застор, производећи видљиву тачку на екрану.
Треперење се јавља код катодних цеви када је стопа освежавања ниска, и том приликом осветљеност опада довољно дуго да га људско око може приметити. На већини екрана, фосфорски елементи брзо губе своју побуду између пребрисавања електронског топа, а њихов одсјај није у стању да попуни такве празнине. Ако би фосфорски елементи дуже задржавали свој одсјај то би довело до губљења треперења али би екрани тада били непогодни за репродукцију слике са брзим променама.
На пример, ако је вертикално освежавање екрана са катодном цеви подешено на 60 Hz, већина екрана ће изазвати ефекат треперења, осим ако су њихови фосфорни елементи способни да задрже дужи одсјај. Већина људи сматра да фреквенција освежавања од 70 - 90 Hz омогућава избегавање треперења на катодним цевима. Употреба фреквенција освежавања изнад 120 Hz није уобичајено зато што незнатно смањује треперење а може утицати на лимитирање резолуције екрана.

## Екран са течним кристалом
Код екрана са течним кристалом (енгл. liquid crystal display) ситуација је потпуно другачија. Он функционише тако што се светлост коју производи позадинско осветљење контролисано пропушта кроз поларизациону фолију и танак елемент течног кристала који је сачињен од елементарних „затварача“. Сваки пиксел има свој затварач који пропушта позадинско осветљење одређеним интензитетом у зависности од доведеног једносмерног напона. Затварач задржава ниво прозирности чак и ако се слика освежава. Ипак, дуготрајно излагање затварача напону истог поларитета би могло да доведе до његовог оштећења, па се поларитет стално мења. Теоретски, затварач би треало да задржи исти ниво прозирности без обзира на поларитет, али у пракси се ипак мало разликује. Како се инверзија поларитета обавља на око 30 Hz, постоји могућност да се треперење ипак примети. То је управо технолошка несавршеност која у зависности од свог квалитета умногоме диктира цену самог уређаја. Позадинско осветљење ради на фревенцији од 150 - 250 Hz па се неисправности на степену напајања осветљења могу манифестовати као треперење. Оно настаје онда када напајање позадинског осветљења изгуби своју стабилност и континуалан рад. Позадинско осветљење екрана са течним кристалом углавном се изводи помоћу флуоресцентних цеви које услед дотрајалости могу изгубити на свом интензитету или почињу да трепере.

## Физиономија ока
Још један фактор који утиче на треперење је периферни вид. Људско око је најосетљивије на треперење на рубовима видног поља, а најмање осетљиво у центру погледа (област у фокусу). Као резултат тога, како је већи део нашег видног поља захваћен површином екрана, постоји потреба за већом брзином освежавања. То је разлог зашто рачунарски монитори раде на фреквенцијама од 70 - 90 Hz, док телевизори, који се гледају са веће удаљености, раде на прихватљивих 50 - 60 Hz.

## Програмски узроци
Треперење које изазива непријатност за око, често је последица програмских грешака а не недостатака уређаја. Програмси изазвано треперење је последица неуспеха рачунарског програма да одржи доследно свој графички приказ. 
Када није могуће поставити сваки пиксел само једном, може се користити дупло баферовање. Ова метода подразумева исцртавање у баферу мимо екрана, а затим његово копирање на екран одједном. Иако ова техника смањује последице програмског треперења, може бити веома неефикасна због своје брзине.
Треперење се намерно користи од стране пограмера на старијим системима како би створили илузију о већим могућностима или бојама које заправо нису подржане. То се постиже брзим променама више доступних боја на неком делу екрана како би се симулирала боја која не постоји у палети могућих, а добија се мешањем употребљених боја. Такође, програмери користе и брзе промене у слици да би симулирали транспарентност који сам систем не може да подржи.
Видео уређаји изван монитора такође могу изазвати треперење форсирањем неподржане резолуције, погрешним освежавањем или умекшавањем ивица (енгл. aliasing).

## Утицај на здравље
Било који вид треперења може имати негативне последице по здравље људи. Дуготрајно седење и гледање у екран само по себи већ носи негативне консеквенце по здравље као што су проблеми са кичменим стубом, исушеност и иритација ока, погоршање вида, анксиозност, несаница... Треперење уопштено ту ситуацију додатно погоршава.
Освежавање екрана са катодном цеви може изазвати разне симптоме код осетљивих њуди, као што су главобоље, бол у очима, замућење вида, анксиозност и нападе код епилептичара. Филтери за екран могу смањити његове лоше утицаје. Већа брзина освежавања такође може смањити ове ефекте. 
Како је треперење најизраженије на рубу видног поља не постоји очигледан ризик од екрана са катодном цеви, али дуго излагање може изазвати неку врсту шока мрежњаче чак и ако се гледају из даљине. Може довести до неке врсте мучнине изазване неслагањем детектора покрета у унутрашњем уху и покрета које можемо да видимо. Симптоми укључују и вртоглавицу, умор, главобоље и у неким случајевима екстремне мучнине. Симптоми обично нестају након недељу дана без коришћења екрана са катодном цеви, и обично трају само неколико сати, осим ако је изложеност трајала током дугог периода.

## Препоруке
Обзиром да треперење негативно утиче на нас у сваком смислу, потребно је предузети све мере како се ове појаве решити. У највећем броју случајева довољно је само прилагодити фреквенцију освежавања екрана на ону која не изазива треперење. У оним посебним случајевима када треперење изазива дотрајалост уређаја, потребно га је заменити. 